# Serguéievo (Tomsk)
|  | Per a altres significats, vegeu «Serguéievo». |

Serguéievo (en rus: Сергеево) és un poble de l'óblast de Tomsk, a Rússia, que el 2021 tenia 727 habitants.